# Circaetinae
Circaetinae är en underfamilj i familjen hökartade rovfåglar.
De lever huvudsakligen av ormar och ödlor och föredrar tempererade eller varma regioner i gamla världen.